# جون فورمان (منتج أفلام)
جون فورمان (بالإنجليزية: John Foreman)‏ هو منتج أفلام أمريكي، ولد في 26 يوليو 1925 في أيداهو فولز في الولايات المتحدة، وتوفي في 20 نوفمبر 1992 في بيفرلي هيلز في الولايات المتحدة.

## وصلات خارجية
- جون فورمان على موقع IMDb (الإنجليزية)
- جون فورمان على موقع قاعدة بيانات الفيلم (الإنجليزية)